# Хутако
Хутако или Хушако (кабард.-черк. Хущокъуэ) — гора в предгорьях Центрального Кавказа. Расположена у административной границы между Кабардино-Балкарией и Северной Осетией.

## География
Гора Хутако расположено в восточной части Терского района, на отрогах Терского хребта. Высота горы составляет 433 метра над уровнем моря.
Северо-восточный склон горы является крайней восточной точкой Кабардино-Балкарии.
Ближайший населённый пункт — село Нижний Курп, находящееся в 10 км к юго-западу от вершины горы.

## История
Во время Великой Отечественной войны, в сентябре 1942 года в районе горы происходили ожесточенные боевые столкновения между советской и немецкой армиями, за овладения этой стратегически важной горой при битве за Малгобек.
В 1944 году при ликвидации Чечено-Ингушской АССР, часть Курпского района КБАССР лежащее к востоку от горы Хушако было передано в состав Северо-Осетинской АССР. А по восточному склону горы была проведена новая административная граница между Кабардино-Балкарией и Северной Осетией.